# مسابقات قهرمانی بسکتبال آسیا ۱۹۸۵
مسابقات قهرمانی بسکتبال آسیا ۱۹۸۵ سیزدهمین دورهٔ قهرمانی آسیا برای مردان می‌باشد که از ۲۸ دسامبر تا ۶ ژانویه در کوالا لامپور، مالزی برگزار گردید.

## دور مقدماتی

### گروه A
| تیم     | بازی | برد | باخت | امتیاز برده | امتیاز باخته | تفاضل | امتیازات |
| ------- | ---- | --- | ---- | ----------- | ------------ | ----- | -------- |
| چین     | ۲    | ۲   | ۰    | ۲۵۷         | ۱۰۳          | ۱۵۴+  | ۴        |
| تایلند  | ۲    | ۱   | ۱    | ۱۷۱         | ۱۹۰          | ۱۹–   | ۳        |
| اندونزی | ۲    | ۰   | ۲    | ۲۵۳         | ۲۲۸          | ۲۵+   | ۲        |

| ۲۹ دسامبر |

|  |

| اندونزی                           | ۳۱–۱۳۸ | چین |
| امتیاز بر پایه نیمه: ۱۴–۵۸, ۱۷–۸۰ |        |     |

| ۳۰ دسامبر |

|  |

| تایلند                            | ۹۹–۷۱ | اندونزی |
| امتیاز بر پایه نیمه: ۴۲–۳۷, ۵۷–۳۴ |       |         |

| ۳۱ دسامبر |

|  |

| چین                               | ۱۱۹–۷۲ | تایلند |
| امتیاز بر پایه نیمه: ۵۹–۳۹, ۶۰–۳۳ |        |        |

### گروه B
| تیم     | بازی | برد | باخت | امتیاز برده | امتیاز باخته | تفاضل | امتیازات |
| ------- | ---- | --- | ---- | ----------- | ------------ | ----- | -------- |
| فیلیپین | ۳    | ۳   | ۰    | ۲۶۸         | ۱۹۱          | ۷۷+   | ۶        |
| ژاپن    | ۳    | ۲   | ۱    | ۲۴۴         | ۲۳۶          | ۸+    | ۵        |
| اردن    | ۳    | ۱   | ۲    | ۲۵۳         | ۲۲۸          | ۲۵+   | ۴        |
| پاکستان | ۳    | ۰   | ۳    | ۱۸۴         | ۲۹۴          | ۱۱۰–  | ۳        |

| ۲۹ دسامبر |

|  |

| ژاپن                              | ۹۱–۶۹ | پاکستان |
| امتیاز بر پایه نیمه: ۴۳–۳۶, ۴۸–۳۳ |       |         |

| ۲۹ دسامبر |

|  |

| فیلیپین                           | ۸۱–۷۰ | اردن |
| امتیاز بر پایه نیمه: ۴۳–۲۴, ۳۸–۴۶ |       |      |

| ۳۰ دسامبر |

|  |

| اردن                              | ۸۰–۸۳ | ژاپن |
| امتیاز بر پایه نیمه: ۳۹–۴۷, ۴۱–۳۶ |       |      |

| ۳۰ دسامبر |

|  |

| پاکستان                           | ۵۱–۱۰۰ | فیلیپین |
| امتیاز بر پایه نیمه: ۳۰–۴۵, ۲۱–۵۵ |        |         |

| ۳۱ دسامبر |

|  |

| اردن                              | ۱۰۳–۶۴ | پاکستان |
| امتیاز بر پایه نیمه: ۴۶–۳۹, ۵۷–۲۵ |        |         |

| ۳۱ دسامبر |

|  |

| فیلیپین                           | ۸۷–۷۰ | ژاپن |
| امتیاز بر پایه نیمه: ۴۷–۳۲, ۴۰–۳۸ |       |      |

### گروه C
| تیم       | بازی | برد | باخت | امتیاز برده | امتیاز باخته | تفاضل | امتیازات |
| --------- | ---- | --- | ---- | ----------- | ------------ | ----- | -------- |
| کرهٔ جنوبی | ۳    | ۳   | ۰    | ۳۱۳         | ۱۸۱          | ۱۳۲+  | ۶        |
| تایوان    | ۳    | ۲   | ۱    | ۲۹۵         | ۲۳۲          | ۶۳+   | ۵        |
| سنگاپور   | ۳    | ۱   | ۲    | ۱۹۶         | ۲۷۷          | ۸۱–   | ۴        |
| هنگ کنگ   | ۳    | ۰   | ۳    | ۱۹۲         | ۳۰۶          | ۱۱۴–  | ۳        |

| ۲۹ دسامبر |

|  |

| تایوان                            | ۱۰۸–۷۵ | هنگ کنگ |
| امتیاز بر پایه نیمه: ۵۱–۴۸, ۵۷–۲۷ |        |         |

| ۲۹ دسامبر |

|  |

| کرهٔ جنوبی                         | ۱۱۱–۴۳ | سنگاپور |
| امتیاز بر پایه نیمه: ۵۵–۲۹, ۵۶–۱۴ |        |         |

| ۳۰ دسامبر |

|  |

| کرهٔ جنوبی                         | ۱۱۳–۵۸ | هنگ کنگ |
| امتیاز بر پایه نیمه: ۵۰–۳۰, ۶۳–۲۸ |        |         |

| ۳۰ دسامبر |

|  |

| تایوان                            | ۱۰۷–۶۸ | سنگاپور |
| امتیاز بر پایه نیمه: ۶۰–۱۸, ۴۷–۵۰ |        |         |

| ۳۱ دسامبر |

|  |

| هنگ کنگ                           | ۵۹–۸۵ | سنگاپور |
| امتیاز بر پایه نیمه: ۳۱–۳۴, ۲۸–۵۱ |       |         |

| ۳۱ دسامبر |

|  |

| تایوان                            | ۸۰–۸۹ | کرهٔ جنوبی |
| امتیاز بر پایه نیمه: ۴۱–۴۳, ۳۹–۴۶ |       |           |

### گروه D
| تیم      | بازی | برد | باخت | امتیاز برده | امتیاز باخته | تفاضل | امتیازات |
| -------- | ---- | --- | ---- | ----------- | ------------ | ----- | -------- |
| مالزی    | ۳    | ۳   | ۰    | ۳۱۹         | ۱۸۸          | ۱۳۱+  | ۶        |
| ایران    | ۳    | ۲   | ۱    | ۲۶۶         | ۲۲۱          | ۴۵+   | ۵        |
| هند      | ۳    | ۱   | ۲    | ۲۸۶         | ۲۳۹          | ۴۷+   | ۴        |
| سری‌لانکا | ۳    | ۰   | ۳    | ۱۷۰         | ۳۹۳          | ۲۲۳–  | ۳        |

| ۲۸ دسامبر |

|  |

| سری‌لانکا                          | ۵۳–۱۴۰ | مالزی |
| امتیاز بر پایه نیمه: ۲۱–۶۷, ۳۲–۷۳ |        |       |

| ۲۸ دسامبر |

|  |

| ایران                             | ۸۶–۷۸ | هند |
| امتیاز بر پایه نیمه: ۳۶–۳۵, ۵۰–۴۳ |       |     |

| ۲۹ دسامبر |

|  |

| مالزی                             | ۹۲–۵۸ | ایران |
| امتیاز بر پایه نیمه: ۵۰–۲۰, ۴۲–۳۸ |       |       |

| ۳۰ دسامبر |

|  |

| هند                               | ۱۳۱–۶۶ | سری‌لانکا |
| امتیاز بر پایه نیمه: ۷۰–۲۹, ۶۰–۳۷ |        |          |

| ۳۱ دسامبر |

|  |

| سری‌لانکا                          | ۵۱–۱۲۲ | ایران |
| امتیاز بر پایه نیمه: ۲۹–۴۳, ۲۲–۷۹ |        |       |

| ۳۱ دسامبر |

|  |

| مالزی                             | ۸۷–۷۷ | هند |
| امتیاز بر پایه نیمه: ۴۷–۴۳, ۴۰–۳۴ |       |     |

## دور نهایی

### رده‌بندی هفتم تا پانزدهم
| تیم      | بازی | برد | باخت | امتیاز برده | امتیاز باخته | تفاضل | امتیازات |
| -------- | ---- | --- | ---- | ----------- | ------------ | ----- | -------- |
| هنگ کنگ  | ۲    | ۲   | ۰    | ۱۸۵         | ۱۵۶          | ۲۹+   | ۴        |
| پاکستان  | ۲    | ۱   | ۱    | ۱۷۲         | ۱۴۷          | ۲۵+   | ۳        |
| سری‌لانکا | ۲    | ۰   | ۲    | ۱۲۱         | ۱۷۵          | ۵۴–   | ۲        |

| ۲ ژانویه |

|  |

| پاکستان                           | ۸۳–۹۹ | هنگ کنگ |
| امتیاز بر پایه نیمه: ۳۱–۵۲, ۵۲–۴۷ |       |         |

| ۳ ژانویه |

|  |

| سری‌لانکا                          | ۴۸–۸۹ | پاکستان |
| امتیاز بر پایه نیمه: ۳۲–۴۶, ۱۶–۴۳ |       |         |

| ۵ ژانویه |

|  |

| هنگ کنگ                           | ۸۶–۷۳ | سری‌لانکا |
| امتیاز بر پایه نیمه: ۴۹–۳۵, ۳۷–۳۸ |       |          |

### رده‌بندی نهم تا دوازدهم
| تیم     | بازی | برد | باخت | امتیاز برده | امتیاز باخته | تفاضل | امتیازات |
| ------- | ---- | --- | ---- | ----------- | ------------ | ----- | -------- |
| اردن    | ۳    | ۳   | ۰    | ۲۷۵         | ۱۷۸          | ۹۷+   | ۶        |
| هند     | ۳    | ۲   | ۱    | ۲۹۹         | ۲۲۰          | ۷۹+   | ۵        |
| اندونزی | ۳    | ۱   | ۲    | ۱۸۸         | ۲۷۸          | ۹۰–   | ۴        |
| سنگاپور | ۳    | ۰   | ۳    | ۲۰۰         | ۲۸۶          | ۸۶–   | ۳        |

| ۲ ژانویه |

|  |

| اندونزی                           | ۶۱–۱۱۳ | هند |
| امتیاز بر پایه نیمه: ۴۱–۵۲, ۲۰–۶۱ |        |     |

| ۲ ژانویه |

|  |

| اردن                              | ۹۳–۵۸ | سنگاپور |
| امتیاز بر پایه نیمه: ۵۱–۲۸, ۴۲–۳۰ |       |         |

| ۳ ژانویه |

|  |

| سنگاپور                           | ۶۵–۷۰ | اندونزی |
| امتیاز بر پایه نیمه: ۲۹–۳۲, ۳۶–۳۸ |       |         |

| ۳ ژانویه |

|  |

| هند                               | ۶۳–۸۲ | اردن |
| امتیاز بر پایه نیمه: ۲۹–۴۲, ۳۴–۴۰ |       |      |

| ۵ ژانویه |

|  |

| اردن                              | ۱۰۰–۵۷ | اندونزی |
| امتیاز بر پایه نیمه: ۵۰–۲۹, ۵۰–۲۸ |        |         |

| ۵ ژانویه |

|  |

| سنگاپور                           | ۷۷–۱۲۳ | هند |
| امتیاز بر پایه نیمه: ۳۶–۷۳, ۴۱–۵۰ |        |     |

### رده‌بندی پنجم تا هشتم
| تیم    | بازی | برد | باخت | امتیاز برده | امتیاز باخته | تفاضل | امتیازات |
| ------ | ---- | --- | ---- | ----------- | ------------ | ----- | -------- |
| ژاپن   | ۳    | ۳   | ۰    | ۲۲۵         | ۱۸۹          | ۳۶+   | ۶        |
| تایوان | ۳    | ۲   | ۱    | ۲۶۹         | ۲۱۹          | ۵۰+   | ۵        |
| تایلند | ۳    | ۱   | ۲    | ۲۱۱         | ۲۴۷          | ۳۶–   | ۴        |
| ایران  | ۳    | ۰   | ۳    | ۲۰۱         | ۲۵۱          | ۵۰–   | ۳        |

| ۲ ژانویه |

|  |

| تایلند                            | ۶۲–۷۰ | ژاپن |
| امتیاز بر پایه نیمه: ۳۲–۴۳, ۳۰–۲۷ |       |      |

| ۲ ژانویه |

|  |

| ایران                             | ۶۹–۹۷ | تایوان |
| امتیاز بر پایه نیمه: ۳۴–۴۸, ۳۵–۴۹ |       |        |

| ۳ ژانویه |

|  |

| ژاپن                              | ۷۶–۵۵ | ایران |
| امتیاز بر پایه نیمه: ۳۳–۲۳, ۴۳–۳۲ |       |       |

| ۳ ژانویه |

|  |

| تایوان                            | ۱۰۰–۷۱ | تایلند |
| امتیاز بر پایه نیمه: ۵۰–۲۸, ۵۰–۴۳ |        |        |

| ۵ ژانویه |

|  |

| تایلند                            | ۷۸–۷۷ | ایران |
| امتیاز بر پایه نیمه: ۳۶–۴۱, ۴۲–۳۶ |       |       |

| ۵ ژانویه |

|  |

| ژاپن                              | ۷۹–۷۲ | تایوان |
| امتیاز بر پایه نیمه: ۳۸–۳۵, ۴۱–۳۷ |       |        |

### قهرمانی
| تیم       | بازی | برد | باخت | امتیاز برده | امتیاز باخته | تفاضل | امتیازات |
| --------- | ---- | --- | ---- | ----------- | ------------ | ----- | -------- |
| فیلیپین   | ۳    | ۳   | ۰    | ۲۳۳         | ۲۰۹          | ۲۴+   | ۶        |
| کرهٔ جنوبی | ۳    | ۲   | ۱    | ۲۲۶         | ۲۱۳          | ۱۳+   | ۵        |
| چین       | ۳    | ۱   | ۲    | ۲۲۴         | ۲۱۴          | ۱۰+   | ۴        |
| مالزی     | ۳    | ۰   | ۳    | ۱۹۵         | ۲۴۲          | ۴۷–   | ۳        |

| ۲ ژانویه ۱۹:۳۰ |

|  |

| چین                               | ۸۷–۵۸ | مالزی |
| امتیاز بر پایه نیمه: ۴۱–۲۷, ۴۶–۳۱ |       |       |

| ۲ ژانویه ۲۱:۰۰ |

|  |

| فیلیپین                           | ۷۶–۷۲ | کرهٔ جنوبی |
| امتیاز بر پایه نیمه: ۳۶–۲۵, ۴۰–۴۷ |       |           |

| ۳ ژانویه ۱۹:۳۰ |

|  |

| کرهٔ جنوبی                         | ۷۴–۶۵ | چین |
| امتیاز بر پایه نیمه: ۳۱–۲۹, ۴۳–۳۶ |       |     |

| ۳ ژانویه ۲۱:۰۰ |

|  |

| مالزی                             | ۶۵–۷۵ | فیلیپین |
| امتیاز بر پایه نیمه: ۲۹–۴۰, ۳۶–۳۵ |       |         |

| ۵ ژانویه ۱۹:۳۰ |

|  |

| کرهٔ جنوبی                         | ۸۰–۷۲ | مالزی |
| امتیاز بر پایه نیمه: ۴۳–۳۶, ۳۷–۳۶ |       |       |

| ۵ ژانویه ۲۱:۰۰ |

|  |

| چین                               | ۷۲–۸۲ | فیلیپین |
| امتیاز بر پایه نیمه: ۴۲–۴۸, ۳۰–۳۴ |       |         |

## جدول نهایی
| رتبه | تیم       | رکورد |
| ---- | --------- | ----- |
| 1    | فیلیپین   | ۶–۰   |
| 2    | کرهٔ جنوبی | ۵–۱   |
| 3    | چین       | ۳–۲   |
| ۴    | مالزی     | ۳–۳   |
| ۵    | ژاپن      | ۵–۱   |
| ۶    | تایوان    | ۴–۲   |
| ۷    | تایلند    | ۲–۳   |
| ۸    | ایران     | ۲–۴   |
| ۹    | اردن      | ۴–۲   |
| ۱۰   | هند       | ۳–۳   |
| ۱۱   | اندونزی   | ۱–۴   |
| ۱۲   | سنگاپور   | ۱–۵   |
| ۱۳   | هنگ کنگ   | ۲–۳   |
| ۱۴   | پاکستان   | ۱–۴   |
| ۱۵   | سری‌لانکا  | ۰–۵   |

## جوایز
| قهرمان آسیا ۱۹۸۵         |
| ------------------------ |
| · فیلیپین · پنجمین عنوان |

- باارزش‌ترین بازیکن (ام‌وی‌پی):
  -  Allan Caidic[۱]
- تیم ستارگان (آل-استار):[۲]
  -  Zhang Bin
  -  Sun Fengwu
  -  Avelino Lim
  -  Lee Chung-hee
  -  Allan Caidic